# Hiroki Itō (calciatore 1999)
Hiroki Itō (伊藤 洋輝?, Itō Hiroki; Shizuoka, 12 maggio 1999) è un calciatore giapponese, difensore o centrocampista del Bayern Monaco e della nazionale giapponese.

## Caratteristiche tecniche
Può ricoprire il ruolo di difensore centrale, terzino sinistro e mediano.

## Carriera

### Club
Cresciuto nelle giovanili dello Júbilo Iwata, nel 2019 è stato ceduto in prestito al Nagoya Grampus. Terminato in prestito fa ritorno al Júbilo Iwata.
Il 23 giugno 2021 viene ceduto in prestito allo Stoccarda, in Bundesliga, per 100 mila euro; il 20 maggio 2022, viene riscattato dal club tedesco per 600 mila euro.
Il 13 giugno 2024, viene annunciato il suo ingaggio da parte del Bayern Monaco, sempre in Bundesliga, per circa 23 milioni di euro più bonus; il giocatore ha firmato un contratto quadriennale con il club bavarese, valido a partire dal 1º luglio seguente.

### Nazionale
Con la Nazionale Under-20 giapponese ha preso parte al Campionato mondiale di calcio Under-20 2019.
Nel maggio 2022 viene convocato per la prima volta in nazionale maggiore, con cui ha esordito il 2 giugno seguente in occasione del successo per 4-1 in amichevole contro il Paraguay.
Il 20 giugno 2023 realizza il suo primo gol per la selezione nipponica nell'amichevole vinta 4-1 contro il Perù.
Il 1º gennaio 2024 viene convocato per la Coppa d'Asia 2023.

## Statistiche

### Presenze e reti nei club
Statistiche aggiornate al 18 maggio 2024.
| Stagione              | Club                  | Campionato            | Campionato | Campionato | Coppe nazionali | Coppe nazionali | Coppe nazionali | Coppe continentali | Coppe continentali | Coppe continentali | Supercoppe | Supercoppe | Supercoppe | Totale | Totale |
| Stagione              | Club                  | Comp                  | Pres       | Reti       | Comp            | Pres            | Reti            | Comp               | Pres               | Reti               | Comp       | Pres       | Reti       | Pres   | Reti   |
| --------------------- | --------------------- | --------------------- | ---------- | ---------- | --------------- | --------------- | --------------- | ------------------ | ------------------ | ------------------ | ---------- | ---------- | ---------- | ------ | ------ |
| 2018                  | Júbilo Iwata          | J1                    | 1          | 0          | CdL+CI          | 4+1             | 0+0             | -                  | -                  | -                  | -          | -          | -          | 6      | 0      |
| 2019                  | Nagoya Grampus        | J1                    | 2          | 0          | CdL+CI          | 6+1             | 0+0             | -                  | -                  | -                  | -          | -          | -          | 9      | 0      |
| Totale Nagoya Grampus | Totale Nagoya Grampus | Totale Nagoya Grampus | 2          | 0          |                 | 7               | 0               |                    | -                  | -                  |            | -          | -          | 9      | 0      |
| 2020                  | Júbilo Iwata          | J2                    | 37         | 2          | CI              | 0               | 0               | -                  | -                  | -                  | -          | -          | -          | 37     | 2      |
| feb.-lug. 2021        | Júbilo Iwata          | J2                    | 20         | 2          | CI              | 0               | 0               | -                  | -                  | -                  | -          | -          | -          | 20     | 2      |
| Totale Júbilo Iwata   | Totale Júbilo Iwata   | Totale Júbilo Iwata   | 58         | 4          |                 | 5               | 0               |                    | -                  | -                  |            | -          | -          | 63     | 4      |
| 2021-2022             | Stoccarda             | BL                    | 29         | 1          | CG              | 2               | 0               | -                  | -                  | -                  | -          | -          | -          | 31     | 1      |
| 2022-2023             | Stoccarda             | BL                    | 30+2       | 1+0        | CG              | 5               | 0               | -                  | -                  | -                  | -          | -          | -          | 37     | 1      |
| 2023-2024             | Stoccarda             | BL                    | 26         | 0          | CG              | 3               | 0               | -                  | -                  | -                  | -          | -          | -          | 29     | 0      |
| Totale Stoccarda      | Totale Stoccarda      | Totale Stoccarda      | 85+2       | 2          |                 | 10              | 0               |                    | -                  | -                  |            | -          | -          | 97     | 2      |
| 2024-2025             | Bayern Monaco         | BL                    | 6          | 1          | CG              | 0               | 0               | UCL                | 2                  | 0                  | Cmc        | -          | -          | 8      | 1      |
| Totale carriera       | Totale carriera       | Totale carriera       | 151+2      | 7          |                 | 22              | 0               |                    | 2                  | 0                  |            | -          | -          | 177    | 7      |

### Cronologia presenze e reti in nazionale
| Cronologia completa delle presenze e delle reti in nazionale ― Giappone | Cronologia completa delle presenze e delle reti in nazionale ― Giappone | Cronologia completa delle presenze e delle reti in nazionale ― Giappone | Cronologia completa delle presenze e delle reti in nazionale ― Giappone | Cronologia completa delle presenze e delle reti in nazionale ― Giappone | Cronologia completa delle presenze e delle reti in nazionale ― Giappone | Cronologia completa delle presenze e delle reti in nazionale ― Giappone | Cronologia completa delle presenze e delle reti in nazionale ― Giappone |
| Data                                                                    | Città                                                                   | In casa                                                                 | Risultato                                                               | Ospiti                                                                  | Competizione                                                            | Reti                                                                    | Note                                                                    |
| ----------------------------------------------------------------------- | ----------------------------------------------------------------------- | ----------------------------------------------------------------------- | ----------------------------------------------------------------------- | ----------------------------------------------------------------------- | ----------------------------------------------------------------------- | ----------------------------------------------------------------------- | ----------------------------------------------------------------------- |
| 2-6-2022                                                                | Sapporo                                                                 | Giappone                                                                | 4 – 1                                                                   | Paraguay                                                                | Amichevole                                                              | -                                                                       |                                                                         |
| 10-6-2022                                                               | Kobe                                                                    | Giappone                                                                | 4 – 1                                                                   | Ghana                                                                   | Amichevole                                                              | -                                                                       | 40’                                                                     |
| 14-6-2022                                                               | Suita                                                                   | Giappone                                                                | 0 – 3                                                                   | Tunisia                                                                 | Amichevole                                                              | -                                                                       |                                                                         |
| 23-9-2022                                                               | Düsseldorf                                                              | Giappone                                                                | 2 – 0                                                                   | Stati Uniti                                                             | Amichevole                                                              | -                                                                       | 46’                                                                     |
| 27-9-2022                                                               | Düsseldorf                                                              | Giappone                                                                | 0 – 0                                                                   | Ecuador                                                                 | Amichevole                                                              | -                                                                       |                                                                         |
| 17-11-2022                                                              | Dubai                                                                   | Giappone                                                                | 1 – 2                                                                   | Canada                                                                  | Amichevole                                                              | -                                                                       |                                                                         |
| 27-11-2022                                                              | Al Rayyan                                                               | Giappone                                                                | 0 – 1                                                                   | Costa Rica                                                              | Mondiali 2022 - 1º turno                                                | -                                                                       | 46’                                                                     |
| 24-3-2023                                                               | Tokyo                                                                   | Giappone                                                                | 1 – 1                                                                   | Uruguay                                                                 | Amichevole                                                              | -                                                                       |                                                                         |
| 28-3-2023                                                               | Ōsaka                                                                   | Giappone                                                                | 1 – 2                                                                   | Colombia                                                                | Amichevole                                                              | -                                                                       |                                                                         |
| 20-6-2023                                                               | Suita                                                                   | Giappone                                                                | 4 – 1                                                                   | Perù                                                                    | Amichevole                                                              | 1                                                                       |                                                                         |
| 9-9-2023                                                                | Wolfsburg                                                               | Germania                                                                | 1 – 4                                                                   | Giappone                                                                | Amichevole                                                              | -                                                                       |                                                                         |
| 12-9-2023                                                               | Genk                                                                    | Giappone                                                                | 4 – 2                                                                   | Turchia                                                                 | Amichevole                                                              | -                                                                       |                                                                         |
| 21-11-2023                                                              | Gedda                                                                   | Siria                                                                   | 0 – 5                                                                   | Giappone                                                                | Qual. Mondiali 2026                                                     | -                                                                       |                                                                         |
| 14-1-2024                                                               | Doha                                                                    | Giappone                                                                | 4 – 2                                                                   | Vietnam                                                                 | Coppa d'Asia 2023 - 1º turno                                            | -                                                                       |                                                                         |
| 19-1-2024                                                               | Al Rayyan                                                               | Iraq                                                                    | 2 – 1                                                                   | Giappone                                                                | Coppa d'Asia 2023 - 1º turno                                            | -                                                                       |                                                                         |
| 3-2-2024                                                                | Al Rayyan                                                               | Iran                                                                    | 2 – 1                                                                   | Giappone                                                                | Coppa d'Asia 2023 - Quarti di finale                                    | -                                                                       |                                                                         |
| 21-3-2024                                                               | Tokyo                                                                   | Giappone                                                                | 1 – 0                                                                   | Corea del Nord                                                          | Qual. Mondiali 2026                                                     | -                                                                       | 60’                                                                     |
| 6-6-2024                                                                | Yangon                                                                  | Birmania                                                                | 0 – 5                                                                   | Giappone                                                                | Qual. Mondiali 2026                                                     | -                                                                       |                                                                         |
| 11-6-2024                                                               | Hiroshima                                                               | Giappone                                                                | 5 – 0                                                                   | Siria                                                                   | Qual. Mondiali 2026                                                     | -                                                                       | 46’                                                                     |
| 20-3-2025                                                               | Saitama                                                                 | Giappone                                                                | 2 – 0                                                                   | Bahrein                                                                 | Qual. Mondiali 2026                                                     | -                                                                       |                                                                         |
| 25-3-2025                                                               | Saitama                                                                 | Giappone                                                                | 0 – 0                                                                   | Arabia Saudita                                                          | Qual. Mondiali 2026                                                     | -                                                                       |                                                                         |
| Totale                                                                  |                                                                         | Presenze                                                                | 21                                                                      |                                                                         | Reti                                                                    | 1                                                                       |                                                                         |

| Cronologia completa delle presenze e delle reti in nazionale ― Giappone under 23 | Cronologia completa delle presenze e delle reti in nazionale ― Giappone under 23 | Cronologia completa delle presenze e delle reti in nazionale ― Giappone under 23 | Cronologia completa delle presenze e delle reti in nazionale ― Giappone under 23 | Cronologia completa delle presenze e delle reti in nazionale ― Giappone under 23 | Cronologia completa delle presenze e delle reti in nazionale ― Giappone under 23 | Cronologia completa delle presenze e delle reti in nazionale ― Giappone under 23 | Cronologia completa delle presenze e delle reti in nazionale ― Giappone under 23 |
| Data                                                                             | Città                                                                            | In casa                                                                          | Risultato                                                                        | Ospiti                                                                           | Competizione                                                                     | Reti                                                                             | Note                                                                             |
| -------------------------------------------------------------------------------- | -------------------------------------------------------------------------------- | -------------------------------------------------------------------------------- | -------------------------------------------------------------------------------- | -------------------------------------------------------------------------------- | -------------------------------------------------------------------------------- | -------------------------------------------------------------------------------- | -------------------------------------------------------------------------------- |
| 16-1-2018                                                                        | Jiangyin                                                                         | Giappone under 23                                                                | 3 – 1                                                                            | Corea del Nord under 23                                                          | Coppa d'Asia AFC Under-23 2018                                                   | -                                                                                |                                                                                  |
| 19-1-2018                                                                        | Jiangyin                                                                         | Giappone under 23                                                                | 0 – 4                                                                            | Uzbekistan under 23                                                              | Coppa d'Asia AFC Under-23 2018                                                   | -                                                                                | 68’                                                                              |
| 17-11-2018                                                                       | Dubai                                                                            | Giappone under 23                                                                | 5 – 0                                                                            | Kuwait under 23                                                                  | Amichevole                                                                       | -                                                                                | 78’                                                                              |
| Totale                                                                           |                                                                                  | Presenze                                                                         | 3                                                                                |                                                                                  | Reti                                                                             | 0                                                                                |                                                                                  |

| Cronologia completa delle presenze e delle reti in nazionale ― Giappone under 20 | Cronologia completa delle presenze e delle reti in nazionale ― Giappone under 20 | Cronologia completa delle presenze e delle reti in nazionale ― Giappone under 20 | Cronologia completa delle presenze e delle reti in nazionale ― Giappone under 20 | Cronologia completa delle presenze e delle reti in nazionale ― Giappone under 20 | Cronologia completa delle presenze e delle reti in nazionale ― Giappone under 20 | Cronologia completa delle presenze e delle reti in nazionale ― Giappone under 20 | Cronologia completa delle presenze e delle reti in nazionale ― Giappone under 20 |
| Data                                                                             | Città                                                                            | In casa                                                                          | Risultato                                                                        | Ospiti                                                                           | Competizione                                                                     | Reti                                                                             | Note                                                                             |
| -------------------------------------------------------------------------------- | -------------------------------------------------------------------------------- | -------------------------------------------------------------------------------- | -------------------------------------------------------------------------------- | -------------------------------------------------------------------------------- | -------------------------------------------------------------------------------- | -------------------------------------------------------------------------------- | -------------------------------------------------------------------------------- |
| 25-3-2018                                                                        | Giacarta                                                                         | Indonesia under 20                                                               | 1 – 4                                                                            | Giappone under 20                                                                | Amichevole                                                                       | -                                                                                | 73’                                                                              |
| 7-9-2018                                                                         | Città del Messico                                                                | Messico under 20                                                                 | 1 – 1                                                                            | Giappone under 20                                                                | Amichevole                                                                       | -                                                                                | cap. 46’                                                                         |
| 9-9-2018                                                                         | Città del Messico                                                                | Brasile under 20                                                                 | 1 – 1                                                                            | Giappone under 20                                                                | Amichevole                                                                       | -                                                                                | cap.                                                                             |
| 19-10-2018                                                                       | Cibinong                                                                         | Giappone under 20                                                                | 5 – 2                                                                            | Corea del Nord under 20                                                          | Coppa d'Asia AFC Under-19 2018                                                   | 1                                                                                | cap.                                                                             |
| 22-10-2018                                                                       | Cibinong                                                                         | Thailandia under 20                                                              | 1 – 3                                                                            | Giappone under 20                                                                | Coppa d'Asia AFC Under-19 2018                                                   | -                                                                                | 46’                                                                              |
| 28-10-2018                                                                       | Giacarta                                                                         | Giappone under 20                                                                | 2 – 0                                                                            | Indonesia under 20                                                               | Coppa d'Asia AFC Under-19 2018                                                   | -                                                                                | 84’                                                                              |
| 1-11-2018                                                                        | Cibinong                                                                         | Giappone under 20                                                                | 0 – 2                                                                            | Arabia Saudita under 20                                                          | Coppa d'Asia AFC Under-19 2018                                                   | -                                                                                |                                                                                  |
| 21-3-2019                                                                        | Łódź                                                                             | Polonia under 20                                                                 | 4 – 1                                                                            | Giappone under 20                                                                | Amichevole                                                                       | -                                                                                |                                                                                  |
| 23-3-2019                                                                        | San Pedro del Pinatar                                                            | Argentina under 20                                                               | 1 – 0                                                                            | Giappone under 20                                                                | Amichevole                                                                       | -                                                                                |                                                                                  |
| 25-3-2019                                                                        | San Pedro del Pinatar                                                            | Stati Uniti under 20                                                             | 2 – 1                                                                            | Giappone under 20                                                                | Amichevole                                                                       | -                                                                                | 75’                                                                              |
| 23-5-2019                                                                        | Bydgoszcz                                                                        | Giappone under 20                                                                | 1 – 1                                                                            | Ecuador under 20                                                                 | Mondiali Under-20 2019 - 1º turno                                                | -                                                                                | 30’                                                                              |
| 26-5-2019                                                                        | Gdynia                                                                           | Messico under 20                                                                 | 0 – 3                                                                            | Giappone under 20                                                                | Mondiali Under-20 2019 - 1º turno                                                | -                                                                                | 81’                                                                              |
| 29-5-2019                                                                        | Bydgoszcz                                                                        | Italia under 20                                                                  | 0 – 0                                                                            | Giappone under 20                                                                | Mondiali Under-20 2019 - 1º turno                                                | -                                                                                |                                                                                  |
| Totale                                                                           |                                                                                  | Presenze                                                                         | 13                                                                               |                                                                                  | Reti                                                                             | 1                                                                                |                                                                                  |

## Palmarès

### Club

#### Competizioni nazionali
- Campionato tedesco: 1

Bayern Monaco: 2024-2025
- Supercoppa di Germania: 1

Bayern Monaco: 2025